# Dicranomyia pinodes
Dicranomyia pinodes är en tvåvingeart som först beskrevs av Alexander 1929.  Dicranomyia pinodes ingår i släktet Dicranomyia och familjen småharkrankar. Inga underarter finns listade i Catalogue of Life.